# قرار مجلس الأمن التابع للأمم المتحدة رقم 451
قرار مجلس الأمن التابع للأمم المتحدة رقم 451، المعتمد في 15 يونيو / حزيران 1979، أشار إلى تقرير للأمين العام مفاده أنه بسبب الظروف الحالية، فإن وجود قوة الأمم المتحدة لحفظ السلام في قبرص سيظل ضروريًا لتحقيق تسوية سلمية.
وأعرب المجلس عن قلقه بشأن الإجراءات التي يمكن أن تزيد التوترات، وطلب من الأمين العام تقديم تقرير مرة أخرى قبل 30 تشرين الثاني / نوفمبر 1979 لمتابعة تنفيذ القرار.
أعاد المجلس تأكيد قراراته السابقة، بما في ذلك القرار 365 (1974)، الذي أعرب عن قلقه بشأن الوضع، وحث الأطراف المعنية على العمل معًا من أجل السلام ومدد ولاية القوة مرة أخرى في قبرص، المنصوص عليه في القرار 186 (1964)، حتى 15 ديسمبر 1979.
اعتمد القرار بأغلبية 14 صوتاً. لم تشارك الصين في التصويت.